# Thomas Aquinas Lephonse
Thomas Aquinas Lephonse (* 6. März 1953 in Pillaithope, Kanyakumari, Tamil Nadu) ist Bischof von Coimbatore.

## Leben
Thomas Aquinas Lephonse empfing am 22. Mai 1980 die Priesterweihe im Bistum Vellore. 1992 wurde er mit Unterstützung des Missionswissenschaftlichen Instituts Missio e.V. promoviert. Er war Generalvikar des Bistums Vellore.
Papst Johannes Paul II. ernannte ihn 2002 zum Bischof des Bistums Coimbatore. Die Bischofsweihe spendete ihm am 10. Juli desselben Jahres sein Amtsvorgänger, Ambrose Mathalaimuthu; Mitkonsekratoren waren der Erzbischof von Madras, James Masilamony Arul Das und Bischof von Vellore, Malayappan Chinnappa SDB.